# Coordination française nationale des travailleurs
Die Coordination française nationale des travailleurs (CFNT) war eine Liste für die Arbeitnehmervertretung bei den Arbeitsgerichts-Wahlen (élections prud’honales) 1997 in Frankreich, die der rechtsextremen Partei Front national nahestand. 
Sie wurde anlässlich der Wahlen zu den Arbeitsgerichten (conseil de prud’hommes) im Dezember 1997 gebildet. In den 34 Départements, in denen die CFNT antrat, erhielt sie im Schnitt 5,9 % der Stimmen. Am stärksten schnitt sie in Mantes-la-Jolie (10,1 %), Salon-de-Provence (9,8 %), Dreux (9,0 %) und Nizza (8,9 %) ab. Im Vergleich zum Wahlergebnis der Front national bei der vorangegangenen Parlamentswahl (landesweit 14,9 %) war das Ergebnis der CFNT jedoch schwach. Insgesamt wurden 18 Kandidaten der CFNT in die Arbeitsgerichte gewählt. Die anderen Gewerkschaften klagten jedoch und die Sitze wurden ihnen wieder aberkannt, weil die Organisation ideologisch zu abhängig von der Front national und sie deshalb keine echte Gewerkschaft sei. Anschließend wurde das französische Arbeitsgesetz geändert, um künftig Kandidaturen von parteipolitisch inspirierten Listen von den Arbeitsgerichtswahlen auszuschließen.